# Calathusa talesea
Calathusa talesea är en fjärilsart som beskrevs av Holloway 1979. Calathusa talesea ingår i släktet Calathusa och familjen trågspinnare. Inga underarter finns listade i Catalogue of Life.